# 순아항
순아항(順牙港)은 부산광역시 강서구 명지동 순아3구에 있는 어항이다. 어촌정주어항으로 지정하여 관리하고 있다. 시설관리자는 부산 강서구청장이다.